# Торрі (Нью-Йорк)
Торрі (англ. Torrey) — місто (англ. town) в США, в окрузі Єйтс штату Нью-Йорк. Населення — 1299 осіб (2020).

## Демографія
Згідно з переписом 2010 року, у місті мешкали 1282 особи в 475 домогосподарствах у складі 350 родин. Було 765 помешкань
Расовий склад населення:
| - 97,5 % — білих - 0,7 % — чорних або афроамериканців - 0,3 % — азіатів - 0,2 % — корінних американців |

До двох чи більше рас належало 1,3 %. Частка іспаномовних становила 3,5 % від усіх жителів.
За віковим діапазоном населення розподілялося таким чином: 23,9 % — особи молодші 18 років, 55,4 % — особи у віці 18—64 років, 20,7 % — особи у віці 65 років та старші. Медіана віку мешканця становила 43,5 року. На 100 осіб жіночої статі у місті припадало 105,4 чоловіків;  на 100 жінок у віці від 18 років та старших — 108,3 чоловіків також старших 18 років.
Середній дохід на одне домашнє господарство  становив 78 794 долари США (медіана — 59 091), а середній дохід на одну сім'ю — 91 247 доларів (медіана — 72 500). Медіана доходів становила 40 987 доларів для чоловіків та 36 103 долари для жінок. За межею бідності перебувало 5,9 % осіб, у тому числі 5,1 % дітей у віці до 18 років та 4,3 % осіб у віці 65 років та старших.
Цивільне працевлаштоване населення становило 692 особи. Основні галузі зайнятості: виробництво — 21,8 %, освіта, охорона здоров'я та соціальна допомога — 19,2 %, будівництво — 12,0 %, сільське господарство, лісництво, риболовля — 8,7 %.